# S/2003 J 2
S/2003 J 2 је ретроградни неправилан сателит Јупитера.  Откриће, од стране тима астронома са Универзитета на Хавајима, на челу са Скотом С. Шепардом и Давидом Ц. Јевитом, објављено је 4. марта 2003. То је Јупитеров најпознатији мјесецажурирано: 2019..
S/2003 Ј 2 је у пречнику око 2 km, а орбитира око Јупитера на просечном растојању од 29.545.579,5 km (29,54 Gm (0,1975 AU))  у 981,55 дана, са нагибом од 154° према еклиптику (152° до Јупитеровог екватора) и са ексцентричношћу од 0,4100.
Може припадати Пасипхае групи, иако његова орбита није довољно позната да би потврдила задаће. Његова орбита има полу-главну осовину ~30 Gm (0,20 AU)  и нагиб ~160°.
Границе Јупитеровог гравитационог утицаја дефинисане су његовом Хиловом сфером, чији је радијус 52 Gm (0,35 AU). Сматра се да су ретроградни мјесеци са осе до 67% Хиловог радијуса стабилни. Сходно томе, могуће је да ће се открити још удаљенији мјесеци Јупитера.
Овај мјесец није виђен од његовог открића 2003. године, а тренутно се сматра изгубљеним.